# Marcel Vaid

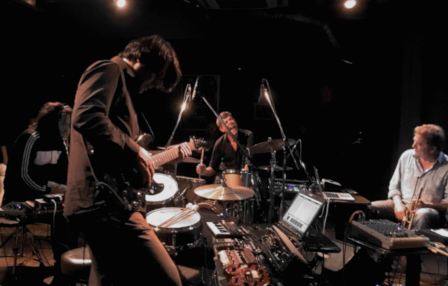
Die Band Superterz 2019 im Club Pit In, Tokyo, mit (v. l. n. r.) Ravi Vaid, Marcel Vaid, Simon Berz, Nils Petter Molvaer

Marcel Vaid (* 1967 in Erlangen) ist ein schweizerisch-deutscher Musiker und Komponist für Filmmusik und Theater.

## Biografie
Vaid arbeitet als freischaffender Musiker (Gitarre) und Komponist für Film und Theater. Er komponierte und produzierte die Filmmusik von bisher über 90 Spiel- und Dokumentarfilmen. Neben seiner Tätigkeit als Filmkomponist ist Marcel Vaid gemeinsam mit seinem Bruder, Ravi Vaid, Gründer der Band Superterz, einem internationalen Projekt für elektroakustische Experimentalmusik. Marcel Vaid arbeitete mit zahlreichen Künstlern zusammen, darunter Nils Petter Molvær, Toshinori Kondo, Kate Havnevik, Mauro Pawlowski, Rodrigo Gonzales, Norbert Möslang, Marianne Schroeder, Lauren Newton oder Jojo Mayer. Im Film arbeitete Marcel Vaid u. a. mit den Regisseuren Léa Pool, Eliza Kubarska, Anja Kofmel, Fredi Murer, Esen Isik, Marcus Vetter, Milo Rau, Greg Zglinski, Carmen Jaquier, Oliver Paulus, Tommaso Landucci oder den oscarnominierten Timo von Gunten und Christian Frei. Verschiedene Arbeiten von Marcel Vaid wurden mit Preisen für die beste Filmmusik ausgezeichnet. So gewann er mehrfach den Schweizer Filmpreis (2025: Les paradis de Diane, 2018: Chris the Swiss, 2016: Als die Sonne vom Himmel fiel, 2011: Goodnight Nobody, 2009: Zara) sowie weitere Preise an den Filmfestivals Locarno, Angers und Valencia. 2012 erhielt er für das Projekt Superterz das Werkjahr der Stadt Zürich. 2022 wurde Marcel Vaid als Composer in Focus des Zürcher Filmfestivals mit einem Medley ausgewählter Werke, vorgetragen durch das Zürcher Tonhalle Orchester unter der Leitung von Frank Strobel, geehrt. Ein besonders sound-ästhetisches Anliegen ist ihm laut eigener Aussage „die Auseinandersetzung mit akustischen Instrumenten und deren räumliche Verarbeitung am Computer.“ Marcel Vaid ist Gastdozent an der Zürcher Hochschule der Künste, ZHdK, und gibt diverse Masterclasses. Er ist Mitglied der Schweizer Filmakademie und der Europäischen Filmakademie und Vorstandsmitglied von Sonart, dem Verband Musikschaffende Schweiz.

## Filmografie (Auswahl)

### Spielfilme
- 2002 Joshua von Andreas Müller
- 2008 Zara von Ayten Mutlu Saray
- 2008 Der Freund, in Zusammenarbeit mit Sophie Hunger, von Micha Lewinsky
- 2008 Tandoori Love von Oliver Paulus
- 2008 Un día y nada von Lorenz Merz
- 2008 Wo ist Max? von Juri Steinhart
- 2009 Die Standesbeamtin, in Zusammenarbeit mit Markus Schönholzer, von Micha Lewinsky
- 2010 Bon Appétit von David Pinillos
- 2010 Sommervögel von Paul Riniker
- 2012 Poupée von Timo Von Gunten
- 2012 Traumfrau von Oliver Schwarz
- 2013 Cherry Pie von Lorenz Merz
- 2013 Sitting Next To Zoe von Ivana Lalovic
- 2013 Vielen Dank für Nichts, in Zusammenarbeit mit Rodrigo Gonzales, von Oliver Paulus, Stefan Hillebrand
- 2014 Controlling And Punishment von Ayten Mutlu Saray, Ridha Tlili
- 2014 Liebe und Zufall von Fredi Murer
- 2015 Köpek von Esen Isik
- 2015 Usfahrt Oerlike von Paul Riniker
- 2017 La Fuga von Sandra Vannucchi, neuer Komponist
- 2017 Lasst die Alten sterben von Juri Steinhart, neuer Komponist
- 2018 Level Up Your Life, in Zusammenarbeit mit Jochen Doc Wenz, von Oliver Paulus und Stefan Hillebrand
- 2019 Al-Shafaq – Wenn der Himmel sich spaltet von Esen Isik
- 2020 Eating the Silence von Joël Louis Jent, Ali Al-Fatlawi
- 2020 Von Fischen und Menschen von Stefanie Klemm
- 2021 The Sphere von Manuel Šumberac
- 2022 Semret von Caterina Mona
- 2022 Euridice von Lora Mure-Ravaud
- 2023 Unter Wasser kann man nicht schreien by Georg Isenmann
- 2023 7 Fois by Christine Wiederkehr
- 2024 Les paradis de Diane by Carmen Jaquier, Jan Gassmann
- 2024 South of Hope Street by Jane Spencer
- 2024 Bernadette will töten by Oliver Paulus, Robert Herzl
- 2024 Les paradis de Diane by Carmen Jaquier und Jan Gassmann
- 2024 Al Baseer – Der blinde Fährmann by Ali Al-Fatlawi
- 2024 Don’t Let The Sun (Catch You Crying) by Jacqueline Zünd

### Dokumentarfilme
- 2009 Dachkantine von Nicole Biermaier, Ravi Vaid
- 2010 Guru – Bhagwan, His Secretary & His Bodyguard von Sabine Gisiger, Beat Häner
- 2010 Goodnight Nobody von Jacqueline Zünd
- 2010 Hüllen von Maria Müller
- 2011 Das Geheimnis unseres Waldes von Heikko Böhm
- 2011 Marc Ristori d'une seconde à l'autre von Benjamin Tobler
- 2011 The Substance – Albert Hoffmans LSD von Martin Witz
- 2012 Bernard Bovet, le vieil homme à la caméra von Nasser Bakhti
- 2012 Forbidden Voices von Barbara Miller
- 2013 My Name Is Salt von Farida Pacha
- 2013 The Green Serpent von Benny Jaberg
- 2014 El tiempo nublado von Arami Ullón
- 2014 ThuleTuvalu von Matthias von Gunten
- 2015 Als die Sonne vom Himmel fiel von Aya Domenig
- 2016 Staatenlos, in Zusammenarbeit mit André Bellmont, von Erich Schmid
- 2017 Das Kongo Tribunal von Milo Rau
- 2017 Double Sentence von Léa Pool
- 2018 Chris the Swiss von Anja Kofmel
- 2019 Das Forum von Marcus Vetter
- 2019 Golden Age von Beat Oswald, Samuel Weniger
- 2019 Gateways to New York – Othmar H. Ammann and His Bridges von Martin Witz
- 2020 The Wall of Shadows von Eliza Kubarska
- 2020 Not Me – A Journey with Not Vital von Pascal Hofmann
- 2020 Unter einem Dach von Maria Müller
- 2021 Ostrov – Die verlorene Insel von Svetlana Rodina, Laurent Stoop
- 2021 Caveman – The Hidden Giant von Tommaso Landucci
- 2021 Markus Imhoof – rebellischer Poet von Stefan Jäger.
- 2021 Warum ist die Schweiz so reich? von D. Leins und Roger Brunner 2022
- 2022 Hoepker - Beyond Life von Nahuel Lopez
- 2022 Do you remember me von Desirée Pomper und Helena Müller
- 2022 Polish Prayers von Hanna Maciag
- 2024 Bergfahrt by Dominique Margot
- 2024 Der Eismann by Corina Gamma
- 2024 The Last Expedition by Eliza Kubarska
- 2024 DOM (Home in Russian) by Svetlana Rodina, Laurent Stoop
- 2025 Blame by Christian Frei

### Fernsehen
- 2004: Das Paar im Kahn von Marie-Louise Bless
- 2004: Voyage contre la faim von Matthias von Gunten
- 2006: Flanke ins All von Marie-Louise Bless
- 2011: Vater, unser Wille geschehe von Robert Ralston jr.
- 2015: Undine Gruenter - Le projet d'aimer von Anita Hugi
- 2015: Au cœur des Robots von Bruno Victor-Pujubet
- 2015: Auf den Spuren des Odysseus von Roger Brunner, Lisa Röösli, Dave Leins
- 2017: Entlang der Gewürzroute von Roger Brunner, Lisa Röösli, Dave Leins, Beat Häner
- 2017: Mein unbekanntes Russland von Roger Brunner, Lisa Röösli, Dave Leins
- 2018: Mein unbekanntes Amerika von Roger Brunner, Lisa Röösli, Dave Leins, Beat Häner
- 2019: Dynastie Knie – 100 Jahre Nationalcircus von Greg Zglinski
- 2020: Ursus & Nadeschkin – Aufhören wäre einfach von Stefan Jäger
- 2020: Mein anderes China von Roger Brunner, Lisa Röösli, Dave Leins, Beat Häner
- 2021: Stille über Fukushima von Aya Domenig
- 2021: Il demolitore di camper von Robert Ralston jr.
- 2021: Sergey Tanin – Der Pianist, der aus der Kälte kam von Helen Stehli Pfister
- 2022 Tatort: Schattenkinder, von Christine Repond
- 2022 Tatort: Risiken mit Nebenwirkungen, von Christine Repond
- 2022 Heidis Alptraum, Sternstunden Kunst, von Anita Hugi
- 2022 Grenzerfahrungen Russland,[9] 3Sat Reisegeschichten, von Roger Brunner, Beat Häner und Lisa Rösli
- 2022 Die Nati – mehr als 11 Fussballerinnen von Raphael Drobi[10]
- 2023 Alter Ego by Erik Bernasconi, Robert Ralston jr., in Zusammenarbeit mit Zeno Gabaglio
- 2023 Davos 1917 by Jan-Eric Mack, Anca Miruna Lazarescu, Christian Theede, in Zusammenarbeit mit Adrian Frutiger
- 2023: Taiwan – Chinas Drohung an die Welt von Dave Leins

## Auszeichnungen (Auswahl)
- 2003 Festival Premiers Plans d'Angers[11], Prix de la Création musicale für Joshua[12]
- 2009 Gewinner Schweizer Filmpreis für die beste Filmmusik in Zara[13]
- 2009 Beste Filmmusik des Filmfestival La Cabina, Valencia, für Wo ist Max?[14]
- 2009 Gewinner Filmpreis der Fondation SUISA am Internationalen Filmfestival Locarno für die beste Filmmusik in Tandoori Love[15][16]
- 2011 Nomination Best Filmscore at the 12th International Filmfestival[17], Aubagne, für die Filmmusik in Goodnight Nobody
- 2011 Gewinner Schweizer Filmpreis[18] für die beste Filmmusik in Goodnight Nobody
- 2016 Nomination Schweizer Filmpreis[19] für die beste Filmmusik in Köpek (Doppelnominierung mit Als die Sonne vom Himmel fiel)
- 2016 Gewinner Schweizer Filmpreis[20] für die beste Filmmusik in Als die Sonne vom Himmel fiel
- 2018 Nomination Schweizer Filmpreis[21] für die beste Filmmusik in Das Kongo Tribunal
- 2018 Nomination Cristal Pine Award[22] Best Original Score in a Documentary in Chris the Swiss
- 2018 Nomination European Animation Award[23] Best Soundtrack in a Feature Film in Chris the Swiss
- 2018 Nomination German Documentary Filmmusik Award[24] ’Best original Score' in Chris the Swiss
- 2019 Gewinner Schweizer Filmpreis[25] für die beste Filmmusik in Chris the Swiss
- 2019 Nomination Schweizer Filmpreis[26] für die beste Filmmusik in Not Me – A Journey with Not Vital
- 2025 Gewinner Schweizer Filmpreis[27] für die beste Filmmusik in "Les paradis de Diane"